# Закат (фильм, 2015)
«Зака́т» — короткометражный художественный фильм 2015 года, снятый по собственной киноповести режиссёром Андреем Анненским.

## Сюжет
В картине, сюжет которой основан на реальных событиях, рассказывается о судьбе начинающего риэлтора Людмилы, приехавшей вместе с маленьким сыном завоевывать столицу. Уже в самом начале карьеры на новом месте жизнь жестко заставляет героиню фильма сделать непростой моральный выбор, раз и навсегда определив для себя приоритеты, которыми предстоит руководствоваться в будущем…

## В ролях
- Анастасия Жаркова — Люда
- Александр Марин — Сергей
- Олег Билик — Сема
- Георгий Иобадзе — смотрящий
- Владимир Левашов — художник

## Съемочная группа
- Автор сценария: Андрей Анненский
- Режиссёр-постановщик: Андрей Анненский
- Оператор-постановщик: Тудор Пандуру (Румыния)
- Художник-постановщик: Кирилл Шувалов
- Художник по гриму Ольга Мирошниченко
- Художник по костюмам Анастасия Куропаткина
- Режиссёр монтажа: Даша Данилова

## Производство
Съёмки картины происходили в Москве и Подмосковье, в работе над фильмом принимали участие киноорганизации Румынии и Германии. Киноповесть опубликована в журнале «Искусство кино», № 11, 2015 г. Бюджет фильма составил 4,5 млн рублей. В фильме использованы отрывки из музыки Генделя.

## Награды
- Приз 35-го Международного кинофестиваля ВГИКа «За лучшую работу режиссёра в игровом фильме»[1]
- Специальный приз журнала The Hollywood Reporter[2]
- Сертификат на включение в программу российского кино 2016 года на 35-м международном кинофестивале AsoloArtFilmFestival в г. Азоло (Италия)[3]
- Номинант основной программы крупнейшего Международного кинофестиваля короткометражного кино в г. Клермон-Ферран (фр. Clermont-Ferrand) в 2016 году (Франция)[4]
- Победитель 9-го Фестиваля Арткино в номинации «Специальный приз Жюри»[5]